# Zolazepam
Zolazepam (também conhecido pelo nome comercial Flupyrazapon) é um derivado da pirazolodiazepinona, estruturalmente relacionado às drogas benzodiazepínicas, que é usado como anestésico para uma ampla gama de animais na medicina veterinária. O zolazepam geralmente é administrado em combinação com outras drogas, como o antagonista NMDA tiletamina ou com o agonista do receptor adrenérgico α2 xilazina, dependendo da finalidade para a qual está sendo usado. É cerca de quatro vezes mais potente que o diazepam (0,32mg/kg = 1,2mg/kg em modelos animais), mas é solúvel em água e não ionizado em pH fisiológico, o que significa que seu início de ação é muito rápido.
O zolazepam foi desenvolvido por Horace A. de Wald e Donald E. Butler para a Parke-Davis, subsidiária da Pfizer, e foi o resultado de uma análise muito detalhada da estrutura das benzodiazepinas (Patente E.U.A. 3,558,605, depositada em 1969). 
O zolazepam, em combinação com a tiletamina, tem sido usado na tranquilização de animais selvagens, como gorilas e ursos polares, e foi considerado superior à cetamina por causa da menor incidência de efeitos colaterais. Uma mistura 1:1 de zolazepam e tiletamina é vendida sob o nome de Telazol. 